# Tërbuf
Tërbuf är en ort och tidigare kommun i Albanien.   Den ligger i Fier prefektur i den centrala delen av landet, 40 km sydväst om huvudstaden Tirana.
Trakten runt Tërbuf består till största delen av jordbruksmark.  Runt Tërbuf är det ganska tätbefolkat, med 248 invånare per kvadratkilometer.